# Willem Jan Knoop
Willem Jan Knoop (Deventer, 2 mei 1811 – 's-Gravenhage, 24 januari 1894) was een Nederlandse luitenant-generaal, militair historicus, en politicus.
Als kapitein, werkzaam bij de Koninklijke Militaire Academie te Breda, schreef hij een kritische verhandeling, bedoeld als weerlegging, over een boek dat de Engelse militaire historicus William Siborne in 1844 publiceerde over de Slag bij Quatre-Bras en de Slag bij Waterloo. Daarin had Siborne op basis van verklaringen van Britse veteranen van deze veldslagen ernstige beschuldigingen van lafhartig gedrag aan nagenoeg het gehele Nederlandse leger, dat aan de slagen had deelgenomen, gericht. Aangezien het Nederlandse beeld van de betrokken veldslagen, en van de rol van de latere koning Willem II daarin, een geheel ander was en is, wekte het boek van Siborne in Nederland grote verontwaardiging. Het boek van Siborne (en dus de wederlegging van Knoop) is nog steeds actueel in de Angelsaksische geschiedschrijving over de veldslagen.

## Biografie
Knoop (die ongehuwd bleef) was de zoon van kolonel Willem Hendrik Knoop en Henrica Willemina Hartkamp. Tijdens zijn jeugdjaren in Brugge (waar zijn vader militair-gouverneur was) bezocht hij de leeszaal van de Maatschappij der Nederlandse Letterkunde aldaar regelmatig. Hij toonde zich een begaafd autodidact.
In 1825 (als 14-jarige) werd hij volontair bij de Zesde Afdeeling van het Nederlandse leger te Brugge. Vier jaar later werd hij bevorderd tot tweede luitenant van de infanterie. In 1842 werd hij (na enige jaren tevoren na een met goed gevolg afgelegd speciaal examen tot kapitein te zijn bevorderd) als leraar strategie, tactiek en krijgsgeschiedenis aangesteld aan de KMA te Breda. Hij deed zijn werk met zoveel succes, dat hij in 1845 tot ridder in de Orde van de Nederlandse Leeuw werd benoemd.

### Duel
Dit was opmerkelijk, omdat hij nog in 1844 in een schandaal verwikkeld was geweest. Zijn collega-leraar aan de KMA, Van Bolhuis, was in een duel met een cavalerie-officier gedood, en Knoop was bij dat duel als getuige voor Bolhuis opgetreden. Hoewel duelleren onder militairen in die dagen heel gebruikelijk was, was het deelnemen aan een duel en het optreden als getuige daarbij, een strafbaar feit. Als een duel bovendien dodelijk afliep, was het zelfs een gekwalificeerd misdrijf, dat zwaarder bestraft kon worden. Knoop werd daarop strafrechtelijk vervolgd. Hoewel de krijgsraad hem vrijsprak, werd hij in hoger beroep door het Hoog Militair Gerechtshof tot drie jaar gevangenisstraf veroordeeld. De koning gaf hem echter gratie. Het voorval had geen negatieve gevolgen voor zijn carrière.

### De Affaire-Siborne
In 1844 verscheen History of the War in France and Flanders in 1815 (2 delen) van de hand van de Engelse kapitein William Siborne. Siborne had een schriftelijke enquête gehouden onder een groot aantal Britse officieren, die aan de veldslagen bij Quatre Bras en Waterloo hadden deelgenomen. Het resultaat was een verslag, waaruit een zeer negatief beeld oprees over het gedrag van de Nederlandse en Belgische troepen (in één leger verenigd onder het opperbevel van Willem II, die op dat moment nog Prins van Oranje was) in die veldslagen. Volgens dat verslag hadden, op een heel enkele uitzondering na, die troepen zich lafhartig, dan wel verraderlijk gedragen. Uiteraard baarden die beschuldigingen in Nederland veel opzien, aangezien het Nederlandse beeld van de veldslagen er juist een was van heldhaftigheid, met name van Willem II, die er de reputatie van nationale held aan ontleende. Men herinnerde zich in Nederland ook, dat het merendeel van de in het geallieerde leger van de hertog van Wellington verenigde troepen van Nederlandse en Belgische nationaliteit was geweest en men vroeg zich dan ook af, hoe Napoleon Bonaparte onder de door Siborne geschetste omstandigheden de slag bij Waterloo had kunnen verliezen.
Knoop (die ten tijde van de slag pas vier jaar oud was, en dus geen persoonlijke kennis van de feiten droeg) zette zich nu aan de studie van de materie. Hij had toegang tot het archief van de Sectie Krijgsgeschiedenis van de generale staf, en kon bovendien in Nederland nog vele in leven zijnde officieren, die aan de veldslagen hadden deelgenomen, raadplegen. De Nederlands/Belgische eenheden hadden direct na de veldslagen verslag gedaan van hun ervaringen. Naar het schijnt kon ook Siborne over ten minste een van die verslagen (van de kolonel Van Zuylen van Nyevelt, chef-staf van de Tweede Divisie) beschikken, maar hij legde het terzijde).
Als professioneel militair historicus schreef Knoop een gedetailleerde kritische beschouwing over het boek van Siborne, waarin hij een groot aantal beweringen trachtte te weerleggen. Hij vroeg en verkreeg toestemming van de koning om deze studie te publiceren (waardoor zij een semi-officieel karakter kreeg) en zij werd met veel instemming in Nederland ontvangen, waardoor Knoop een grote populariteit verwierf. Kort daarop deed een gerucht in de Nederlandse pers de ronde, dat Siborne onderweg was naar Nederland om genoegdoening te eisen. Dit gaf een zestal officieren van de Gele Rijders aanleiding hun diensten als secondant aan Knoop aan te bieden. Het gerucht bleek echter vals.
Een collega van Knoop vertaalde de brochure in het Frans en Duits. Deze vertalingen ondervonden in het buitenland veel belangstelling. Van een Engelse vertaling schijnt het echter nooit te zijn gekomen. Wel werden de vertalingen naar het gezaghebbende Engelse militaire tijdschrift United Service Magazine gezonden, maar enige rechtstreekse reactie daarop werd nooit ontvangen. Jaren later echter werd Knoop in een bespreking van een artikel van zijn hand over een historisch onderwerp in het nummer van 17 februari 1855 van het Engelse tijdschrift Athenaeum aan de lezer geïntroduceerd als degene "...who acquired his first reputation by an angry and dashing attack on captain Siborne".
Siborne zelf reageerde met een naschrift in een latere druk van zijn werk, waarin hij zich beklaagde over de ruwe toon van Knoops "pamflet". Hij herhaalt daar nog eens dat hij zijn beschuldigingen baseert op vele getuigenissen van Engelse officieren, kennelijk menend dat die voldoende onderbouwing behoren te vormen en elke tegenspraak nutteloos maken.
Sibornes werk vormt tot op heden een belangrijke bron voor de Engelstalige geschiedschrijving over de betrokken veldslagen. In die geschiedschrijving vindt men dan ook doorgaans de onjuistheden, die Siborne introduceerde, herhaald (zoals de onjuiste positionering van de brigade-Van Bijlandt aan het begin van de slag bij Waterloo. Volgens Siborne stond die brigade op zodanige wijze opgesteld, dat zij was blootgesteld aan het openingsbombardement van de Franse artillerie. Vele latere schrijvers leiden daaruit af, dat de brigade door dat bombardement grote verliezen leed. In werkelijkheid was echter de brigade tijdig naar achteren verplaatst. Dat was ook in het verslag van de kolonel Van Zuylen van Nyevelt vermeld.
De zoon van Siborne, de generaal-majoor Herbert Siborne, verzorgde in 1891 een heruitgave van Sibornes werk en van zijn bronnenmateriaal, onder de titel The Waterloo Letters. Ook in Engeland heeft Siborne zijn bestrijders gekend (waarvan de hertog van Wellington niet de minste was). De controverse werd recentelijk weer opgerakeld door de aanval die David Hamilton-Williams, mede aan de hand van Knoops "Wederlegging", op Sibornes werk deed in zijn boek over de slag bij Waterloo. Hij beschuldigt daarin Siborne bovendien van een vorm van bedrog door de wijze waarop deze zijn bronnenmateriaal redigeerde. Deze scherpe aanval heeft de reputatie van Hamilton-Williams in kringen van Engelse historici geen goed gedaan. De verdedigers van Siborne, zoals de Duitse historicus Peter Hofschröer, betrekken Knoops werk gezien zijn "relatie" met Hamilton-Williams dan ook (uiteraard in negatieve zin) in de polemiek (zie Hofschröers artikel in de Externe links).

### Verdere loopbaan
Hoewel Knoop tot 1858 aan de KMA verbonden bleef, een voorbereiding die wellicht niet zou hebben bijgedragen tot een voorspoedige ontwikkeling van zijn militaire carrière, werd hij toch in dat jaar tot kolonel der infanterie bevorderd en aan het hoofd van een in Breda gelegerd regiment gesteld. In 1861 werd hij bevorderd tot generaal-majoor (de rang van brigadegeneraal bestond in die tijd niet), waarna hij divisies in Limburg en Brabant commandeerde (hij werd in 1868 luitenant-generaal).
In 1869 werd hij in de Tweede Kamer der Staten-Generaal verkozen als Liberaal Kamerlid. Tevoren was hij in 1862 al gevraagd voor het Kabinet-Thorbecke II als minister van oorlog, maar dat aanbod had hij toen afgeslagen. Tijdens zijn kortstondige Kamerlidmaatschap (tijdens hetwelk hij uiteraard op non-actief was gesteld) ageerde hij voornamelijk tegen het remplaçantenstelsel en sprak uitsluitend over militaire onderwerpen. Bij de mobilisatie naar aanleiding van de Frans-Duitse Oorlog werd hij weer in dienst geroepen, waardoor hij zijn Kamerzetel moest opgeven. Hij werd in 1872 als luitenant-generaal gepensioneerd.
Gedurende zijn gehele loopbaan was Knoop een erkend deskundige op het terrein van de krijgsgeschiedenis. In 1847 werd hij militair medewerker van het tijdschrift De Gids, waarin veel geschiedkundige artikelen werden gepubliceerd. Daar werd hij een collega van de eminente historicus Robert Fruin. Hij was hoofdredacteur van de Militaire Spectator van 1849 tot 1869. Zijn gezag als historicus bracht hem het lidmaatschap van de Koninklijke Nederlandse Akademie van Wetenschappen in 1857. Vele jaren zat hij ook de Koninklijke Vereniging ter Beoefening van de Krijgswetenschap voor.
Na zijn pensionering bleef hij actief als historicus. Hij schreef vele artikelen (zie het overzicht bij de Digitale Bibliotheek voor de Nederlandse Letteren onder Externe links) en verzorgde de in totaal elf delen van een standaardwerk over koning-stadhouder Willem III van Oranje.
Knoop overleed op bijna 83-jarige leeftijd in 1894 in zijn woonplaats 's-Gravenhage.
In 1934 werd de toenmalige Willemskazerne in Utrecht omgedoopt in "Lt.-gen. Knoopkazerne". Sindsdien heeft Utrecht altijd een Knoopkazerne gehad. Sinds 2005 is in de in 1989 gereedgekomen nieuwste versie (tijdelijk) het hoofdkwartier van de Kon. Nederlandse Landmacht gevestigd.